# Herbert Kickl
Herbert Kickl (født 19. oktober 1968 i Villach) er en østrigsk politiker, der har været leder af Frihedspartiet (FPÖ) siden juni 2021.
Han har tidligere været indenrigsminister fra 2017 til 2019 og generalsekretær for FPÖ fra 2005 til 2018. Han er blevet beskrevet som en højreekstrem politiker.
Kickl blev kendt som kampagnechef for FPÖ og taleskriver for Jörg Haider i løbet af 2000'erne. Efter partiets splittelse i 2005 blev han generalsekretær og en af dets nøglepersoner. I 2017 blev han udnævnt til indenrigsminister i Sebastian Kurz' første regering. Som minister beordrede han i 2018 en kontroversiel razzia på det føderale kontor for beskyttelse af forfatningen og terrorbekæmpelse, hvor han beslaglagde deres data om højreekstremistiske grupper, inklusive den nye højreidentitære bevægelse i Østrig, der står FPÖ politisk nært. Han blev afskediget fra embedet i maj 2019 i kølvandet på Ibiza-affæren, selvom han ikke var personligt involveret heri. Han vendte siden tilbage til Nationalrådet, hvor han har været leder af FPÖ-gruppen siden 2019.

## Tidligt liv og uddannelse
Kickl voksede op i en arbejderfamilie og gik i folkeskole i Radenthein. Han dimitterede fra gymnasiet i Spittal an der Drau sammen med den senere leder af Die Grünen, Eva Glawischnig. Han aftjente værnepligt ved bjergtropperne som frivillig fra 1987 til 1988. Derefter begyndte han at studere journalistik og statskundskab ved Wien Universitet, og fra 1989 tillige filosofi og historie. Ingen af studierne er fuldført.

## Politisk karriere
Fra 1995 til 2001 arbejdede Kickl for FPÖ med kampagnestrategi og -indhold, og blev vicedirektør i partiet 2001. Efter Knittelfeld-balladen i 2002 blev han direktør, en stilling han havde indtil 2006. I denne egenskab var han taleskriver for den mangeårige FPÖ-leder Jörg Haider. Han skrev blandt andet flammende taler om den franske præsident Jacques Chirac og præsidenten for det jødiske samfund i Wien, Ariel Muzicant, ligesom han var ansvarlig for kontroversielle kampagneslogans som for eksempel partiets valgslogan op til kommunalvalget i Wien i 2010: "Wiensk blod - for meget fremmed er ikke godt for nogen."
Efter at Haider forlod partiet i 2005 og lancerede Alliancen for Østrigs fremtid, forblev Kickl hos FPÖ og blev en af Haiders hårdeste kritikere. Senere blev Kickl valgt til generalsekretær for FPÖ og direktør for partiavisen Neue Freie Zeitung, stillinger, som han havde indtil henholdsvis 2018 og 2017. Som generalsekretær var han ansvarlig for PR og intern kommunikation og blev betragtet som chefstrateg for FPÖ og "højre hånd" for leder Heinz-Christian Strache. Han blev valgt til det nationale råd i 2006 og fungerede som næstformand for FPÖ's parlamentariske fraktion. Fra 2016 til 2021 var han formand for FPÖ Education Institute.

### Indenrigsminister
Efter det østrigske parlamentsvalg i 2017 blev FPÖ juniorpartner i den ÖVP-ledede regering. Kickl blev indenrigsminister den 17. december. Her opstod flere kontroverser. Han blev anklaget for at undlade at tage sit ministeransvar alvorligt, men at han stadig opførte sig som var han i opposition, samt for at misbruge sit embede og fremme en udvikling væk fra det liberale demokrati og retsstatsprincippet.
På en pressekonference den 11. januar 2018 sagde Kickl, at han ønskede "servicecentre og infrastruktur, der ville give myndighederne mulighed for at koncentrere asylansøgere ét sted", hvilket i vid udstrækning blev fortolket som en hentydning til koncentrationslejre, selvom han benægtede, at formuleringen var bevidst eller at han forsøgte at være provokerende.
I marts 2018 suspenderede Kickl Peter Gridling, leder af den føderale enhed for forfatningsbeskyttelse og antiterrorisme, og beordrede en række razziaer mod enhedens kontorer og flere medarbejderes private hjem. 19 GB data blev beslaglagt. Kickl hævdede, at razziaerne var nødvendige som følge af Gridling og agenturets manglende sletning af følsomme data. Kickl blev kritiseret af oppositionspolitikere, der beskyldte ham for at forsøge at underminere enhedens uafhængighed og for at beskytte højreekstremistiske grupper tæt på FPÖ. Østrigs præsident Alexander Van der Bellen beskrev begivenhederne som "ekstremt usædvanlige og foruroligende". Regeringens talsmand for sikkerhed, Werner Amon, udtalte, at indenrigsministeriets handling var sket uden om de normale kanaler, og at uopfordrede ransagninger af medarbejderes private hjem ikke var normal procedure.
Kickl blev kritiseret i september 2018, efter at en e-mail, som hans talsmand havde sendt til politiet, dukkede op. I mailen anbefalede talsmanden, at politiet begrænsede kontakten med kritiske medier til et absolut minimum. Dette førte til kritik fra kansler Sebastian Kurz, som fordømte "enhver begrænsning af pressefriheden". Kickl forklarede, at han ikke havde godkendt e-mailens indhold, og gik til angreb på medierne, som han beskyldte for at føre en koordineret heksejagt mod ham og FPÖ. Kickl er også blevet anklaget for at misbruge politiet til politiske formål ved at indgive juridiske klager mod enkeltpersoner og journalister, der skriver negativt om ham.
I januar 2019 krævede Kickl, at kriminelle flygtninge skal udvises hurtigere og sagde, at udvisning skulle være mulig umiddelbart efter domfældelse. Han korrigerede senere sin holdning og udtalte, at den fulde juridiske proces skulle gennemføres inden udvisning, men sagde yderligere: "Jeg mener, at lovgivningen skal følge politik, og ikke at politik skal følge loven." Han satte spørgsmålstegn ved nødvendigheden af menneskerettighedsaftaler, herunder den europæiske menneskerettighedskonvention, og hævdede, at de "forhindrer os i at gøre det nødvendige". Han modtog udbredt kritik for sine udtalelser, der blev opfattet som et angreb mod retsstaten, herunder fra ÖVP-medlemmer af regeringen, præsident Van der Bellen, forskellige dommer- og advokatforeninger og præsidenten for det jødiske samfund i Wien Oskar Deutsch.
I begyndelsen af 2019 foreslog Kickl at ændre forfatningen for at tillade forebyggende tilbageholdelse af asylansøgere, der kunne betragtes som en trussel mod den offentlige sikkerhed. NEOS-leder Beate Meinl-Reisinger nægtede at overveje diskussioner om en sådan ændring og kritiserede tanken, som hun forbandt med autoritære regimer. Kickl foreslog også et udgangsforbud for asylansøgere mellem kl. 22.00 og kl. 06.00 på frivillig basis og kommenterede: "Hvis de ikke ønsker at gøre det, vil vi finde et sted for dem, hvor der er meget lidt incitament til at blive hængende." Han udtalte, at målet med en fornyet stramning af asyllovgivningen var at gøre det praktisk talt umuligt at søge asyl i Østrig. Han meddelte også, at modtagecentre for flygtninge ville blive omdøbt til "afrejsecentre" fra marts, et skridt som socialpsykolog Klaus Ottomeyer beskrev som "ren sadisme".
Som indenrigsminister pressede Kickl på for at udvide og styrke det føderale politi. ÖVP-FPÖ-regeringens program omfattede planer om at ansætte 4.100 nye politibetjente. I april 2018 meddelte ministeriet, at den særlige standby-politienhed i Wien ville få tilladelse til at bruge tasere i lighed med andre specialenheder. I august annoncerede Kickl planer om at etablere standby-enheder i alle ni delstater. Yderligere blev der etableret en ny grænsebeskyttelsesenhed ved navn Puma. Regeringen lancerede også et pilotprogram for at indføre ridende politi, hvilket ikke lykkedes. Udgifterne til projektet beløb sig til omkring 2,5 millioner euro, ifølge avisen Kurier.

#### Afskedigelse
17. maj 2019 blev en skjult kamera-video med FPÖ-politikerne Heinz-Christian Strache og Johann Gudenus offentliggjort i medierne. I videoen ser begge mænd ud til at være modtagelige for forslag fra en kvinde, der kalder sig Alyona Makarova. Hun udgiver sig for at være niece til den russiske forretningsmand Igor Makarov og foreslår at give deres parti positiv nyhedsdækning til gengæld for offentlige kontrakter. Strache og Gudenus antyder også korrupt praksis, der involverer andre velhavende donorer til FPÖ i Europa og andre steder. Efter historien kom frem, annoncerede den daværende vicekansler Strache sin tilbagetræden fra alle politiske poster.
Ifølge kansler Sebastian Kurz var Kickl som generalsekretær for FPÖ primært ansvarlig for partiets økonomiske forvaltning. Han udtalte, at det derfor ville være upassende, at Kickl fortsat skulle være indenrigsminister, idet det var netop indenrigsministeriet, der skulle gennemføre undersøgelsen af skandalen. Af denne grund, og fordi han efter Kurz' opfattelse ikke havde taget alvoren af situationen alvorligt, anmodede han præsident Alexander Van der Bellen om at afskedige Kickl som indenrigsminister. Han blev afskediget den 22. maj. Kickl blev således den første forbundsminister i Den Anden Republik, der mod sin vilje blev fjernet fra embedet. Som svar trak de resterende FPÖ-ministre sig, og partiet trak sig ud af koalitionen, hvilket fik Kurz til at udskrive lynvalg.

### FPÖs parlamentariske leder
Kickl genoptog sit sæde i Nationalrådet den 24. maj og blev efter valget gruppesekretær for FPÖ. Han blev genvalgt ved valget i september. Kickl fik over 75.000 personlige stemmer, det næsthøjeste antal kun overgået af Sebastian Kurz, og mere end dobbelt så mange som FPÖs topkandidat og leder Norbert Hofer. Han blev gruppeformand for FPÖ-fraktionen efter valget.
Kickl og Hofer kom ofte i konflikt. Mens Hofer søgte at indtage en moderat linje, positionerede Kickl sig selv som partileder og pressede på for hårde holdninger i en række spørgsmål. Han indtog en streng holdning imod regeringens reaktion på COVID-19-pandemien, spredte misinformation, modsatte sig vaccination og deltog i anti-lockdown-protester. Han blev kritiseret af Hofer for hans afvisning af at bære en maske i parlamentet.

### FPÖ-formand
I maj 2021 udtrykte Kickl sit ønske om at stille op som spidskandidat for FPÖ ved det næste valg. 1. juni meddelte Hofer sin afgang som partiformand. Kickl var den eneste kandidat til at efterfølge ham. Han blev enstemmigt udpeget som formand af forretningsudvalget den 7. juni og bekræftet den 19. juni med 88 % støtte.
Mens Hickl i maj 2019 havde sagt, at mistanken om, at Martin Sellner, leder af Den Identitære Bevægelse i Østrig skulle være en del af et højrefløjsnetværk "ikke var nogen nyhed", mente han i juni 2021, at Identitarian er "et interessant projekt som er værd at støtte".

## Politiske holdninger
Kickl er blevet kaldt en højreekstrem politiker.
Kickl tiltrak sig opmærksomhed i 2016 som hovedtaleren ved "Defenders of Europe"-konferencen i Linz, som forskellige højreekstremistiske, antisemitiske og racistiske grupper og figurer organiserede og deltog i, herunder højreekstremistiske medier som Compact og både østrigske og tyske nynazistiske grupper. Wiener Zeitung beskrev det som et forsøg på at udviske grænserne mellem Neue Rechte, højrepopulisme og klassisk højreekstremisme. Kickl har siden opretholdt forbindelser med mange af de samme grupper. Under regeringsdannelsen med ÖVP i 2017 udtalte Kickl, at hans mål i politik var at "gøre samfundet mere retfærdigt". Samfundet er retfærdigt, sagde han, når man kan forsørge sin familie gennem lønnet beskæftigelse og leve et selvbestemt liv uden "social afhængighed".
I 2018 modsatte han sig tiltag fra FPÖ om at tage afstand fra den identitære bevægelse. Under valget i 2019 købte den identitære leder Martin Sellner annoncer, der opfordrede til at stemme på Kickl. Under COVID-19-pandemien deltog han regelmæssigt og talte ved stævner sammen med ekstreme højreaktivister, herunder nynazisten Gottfried Küssel.

### Indvandring og multikulturalisme
Som de fleste i sit parti, er Kickl stærkt imod immigration og det, han beskriver som "misbruget af asylsystemet". Han mener, at islam ikke har nogen plads i Europa, og at integration af muslimske immigranter ikke kan "løse problemet med islamiske modkulturer". I stedet skal indvandringen begrænses kraftigt. Som indenrigsminister talte han for hurtig udvisning af flygtninge, der begår kriminalitet. Han foreslog også, at Østrig skulle trække sig fra menneskerettighedsaftaler, hvis de "forhindrer os i at gøre det nødvendige", og udtrykte, at "loven skal følge politik" og ikke omvendt. Han sagde, at målet med hans flygtningepolitik var at gøre det praktisk talt umuligt at søge asyl i Østrig. I starten af 2023 lancerede Kickl en plakatkampagne med sloganet "Fæstning Østrig – lukkede grænser – garanteret sikkerhed". På et pressemøde i november 2023 gentog han målet om at gøre Østrig til en fæstning og tilføjede, at Østrig "ikke har noget ansvar" for afghanere, syrere eller marrokanere. Det ansvar har "det nærmeste sikre land."

### Udenrigspolitik
Kickl støtter sit partis tætte forbindelser med Vladimir Putin og dennes parti Det Forenede Rusland. Som indenrigsminister i 2018 søgte Kickl samarbejde med den russiske regering om katastrofeberedskab og bekæmpelse af organiseret kriminalitet og terrorisme. I et radiointerview afviste Kickl kritik af den russiske præsidents autoritære politik. Efter den russiske invasion af Ukraine i 2022 hævdede han, at både Rusland og NATO bar ansvaret for invasionen, og at sanktioner mod Rusland udgjorde en krænkelse af østrigsk neutralitet. Han modsatte sig også planerne om, at Østrig skulle tage imod ukrainske flygtninge. I marts 2023 gik Kickl og FPÖ ud af parlamentet under en tale af den ukrainske præsident Volodymyr Zelenskyy. I løbet af året fortsatte han med at opfordre til ophævelse af sanktionerne mod Rusland.

### COVID-19
Kickl har deltaget og talt ved protester mod den østrigske COVID-19-håndtering, som han karakteriserer som "et magtspil" af "dem i toppen [der] ønsker at dominere os". Han er imod brugen af COVID-19-vaccine og beskriver massevaccinationskampagnen i Israel som "sundhedsapartheid". Han nægtede at fordømme handlinger, der sammenligner pandemiske foranstaltninger med Holocaust, såsom anti-vaccine-demonstranter, der bærer jødiske badges, og nægtede, at han bagatelliserede det nazistiske regimes forbrydelser.
I april 2021 gav Kickl udtryk for sin afvisning af at bære en maske i parlamentet. Men da politikken er en del af husordenen og ikke forretningsordenen, er der ingen straf for at undlade at overholde den. Kickl sagde, at han derfor ikke var forpligtet til det, som han er, når han handler i butikker. Han sagde, at han "ikke var en af de hyklere, der tager masken på og derefter kaster alle sikkerhedsforanstaltninger overbord".
Han lovede i november 2023 at gennemføre en kæmpe tilbundsgådende undersøgelse af Østrigs COVID-19-håndtering, som han kaldte et "skamfuldt kapitel i den østrigske politiske historie."

## Personligt liv
Kickl er gift med en advokat og har en søn. Han er en passioneret atlet og kan lide ekstremsport.